# Symposiachrus infelix
El monarca de la Manus (Symposiachrus infelix) es una especie de ave paseriforme de la familia Monarchidae endémica de las islas del Almirantazgo, pertenecientes a Papua Nueva Guinea.
Su hábitat natural son los bosques húmedos tropicales y los manglares. Está amenazado por la pérdida de su hábitat.

## Taxonomía
Se clasificaba en el género Monarcha hasta que fue trasladado al género Symposiachrus en 2009.
Se reconocen dos subespecies:
- S. i. infelix (P.L. Sclater, 1877) - localizada en la isla Manus;
- S. i. coultasi (Mayr, 1955) - se encuentra en las islas Rambutyo y Tong.